# 阿爾姆科格爾山
47°49′32″N 14°33′53″E / 47.82556°N 14.56472°E

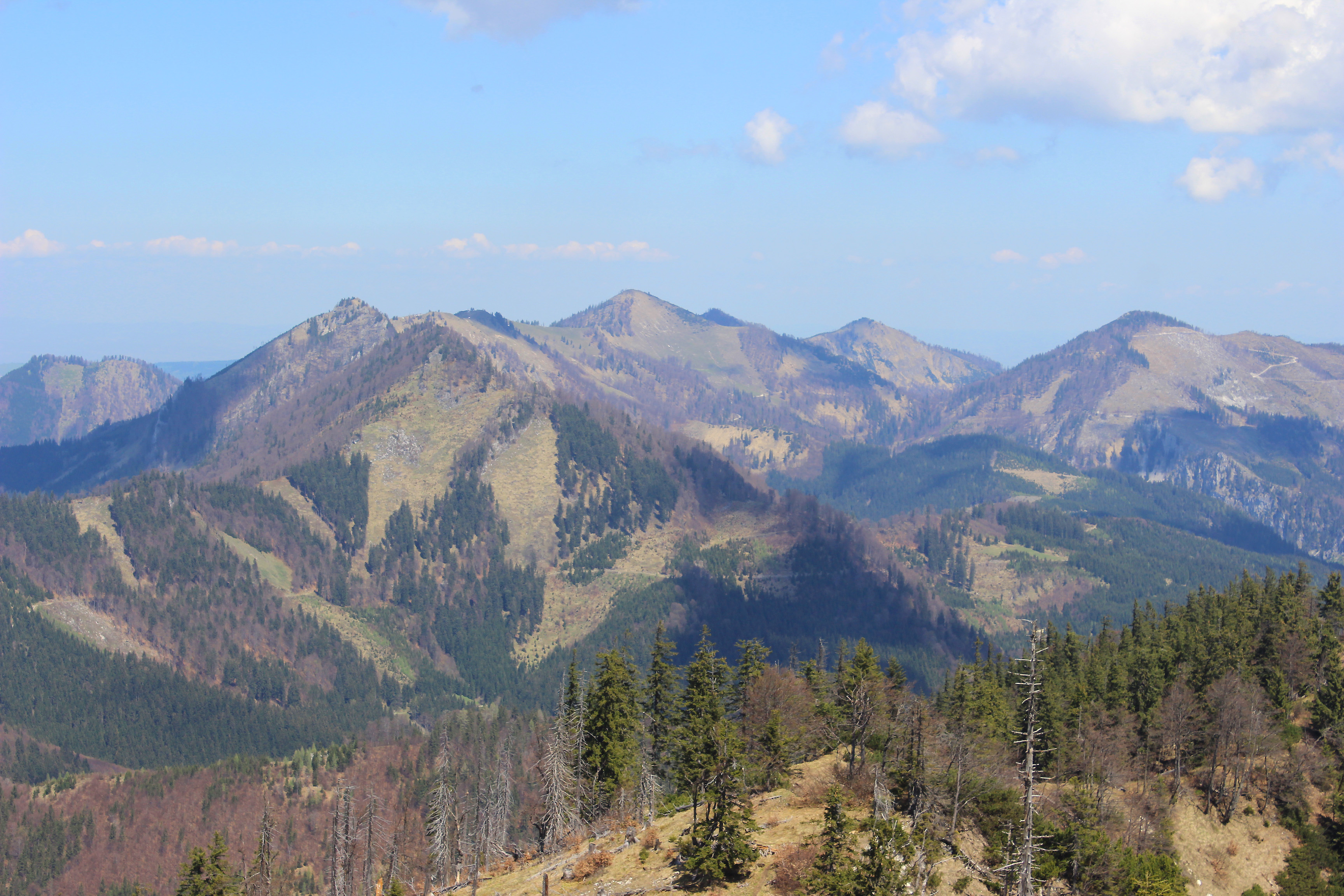

阿爾姆科格爾山（德語：Almkogel），是奧地利的山峰，位於該國北部，由上奧地利州負責管轄，屬於上奧地利前阿爾卑斯山脈的一部分，距離博登維斯山8.2公里，海拔高度1,513米。